# Església del Sagrat Cor de Sant Guim de Freixenet
El Sagrat Cor és una església al nucli de Sant Guim de Freixenet (Segarra) catalogada a l'Inventari del Patrimoni Arquitectònic de Catalunya. A principis del segle XX el nucli de Sant Guim de Freixenet, en ple procés de desenvolupament urbà, no tenia cap església i depenien de la parròquia de Sant Domí. Davant d'aquesta mancança, el 1934 es construí una església de la qual era rector el mossèn Joan Bòria Pomés. En un primer moment, el sostre era un entramat de fusta però després de la Guerra Civil fou substituït per les voltes actuals i la teulada de pissarra. El campanar es finalitzà el 1940 i tres anys després fou constituïda com a parròquia sota l'advocació del Sagrat Cor.
Església situada en l'entorn d'una plaça, adossada a la rectoria del poble i perfectament integrada dins de nucli urbà. Aquest edifici se'ns presenta de planta rectangular, encapçalada per un absis semicircular i una torre campanar. La teulada és a doble vessant i està realitzada amb pissarra i també presenta un ràfec de pedra al voltant del perímetre de l'església. A la façana principal s'obre la porta d'accés estructurada a partir d'un arc apuntat, motllurat i amb presència de guardapols. Per sobre, s'adossa l'estructura d'un relleu amb la imatge d'un cor, símbol de la seva advocació de l'església. Finalment es disposa un òcul motllurat, de notables dimensions, i una cornisa de pedra que ressegueix tot el seu perímetre d'aquesta façana principal. En l'angle de la façana principal, situada a migjorn, i la façana lateral, situada a llevant, es basteix una torre campanar de base quadrada i estructura octogonal i coberta exterior piramidal, amb un rellotge i quatre ulls d' arc apuntat on se situen les campanes. Ambdós façanes laterals de l'edifici, així com al voltant del seu absis, s'aprecien unes obertures d'estructura triangular, a la part superior, i es disposen uns contraforts que ressegueixen el seu perímetre. L'obra presenta un paredat de pedra del país i una coberta exterior a partir de pissarra.